# Ulysse Nardin
Ulysse Nardin (на французском Улисс Нарден) — швейцарский производитель часов класса «люкс».
Компания основана в 1846 году в городе Ле-Локль, Швейцария. Исторически компания Ulysse Nardin известна как производитель морских хронометров, но в наши дни она выпускает наручные механические часы.

## История
Основатель компании — Улисс Нарден, опытный часовщик. Родился 22 января 1823 года. Часовому делу учился в Швейцарии у своего отца, Леонарда-Фредерика Нардена, а также у Фредерика-Вийома Дюбуа и Луи-Жан-Ришара-ди-Бресселя — двух самых опытных мастеров того времени. Дюбуа специализировался на изготовлении астрономических часов и морских хронометров, необходимых для навигации. Поэтому позже компания специализировалась именно на производстве морских хронометров. В 1846 году появились на свет первые часы, носившие имя Ulysse Nardin. Этот год считается годом основания бренда.
До изобретения кварцевых хронометров на торговых и военных кораблях использовались высокоточные механические хронометры. Это было необходимо для определения точного месторасположения судна. Связь марки с мореплаванием продолжалась до второй половины XX века. Самой популярной моделью фирмы стали морские хронометры моделей M,GR.F Ulysse Nardin. Похожую модель поставляла американская фирма Hamilton на корабли Военно-морского флота США, а японская фирма Seiko — на корабли ВМФ Японии. За свою историю часовая марка Ulysse Nardin за точность своих хронометров получила 4 324 сертификатов (из 4 504 сертификатов, когда-либо выдававшихся морским хронометрам). После смерти Улисса Нардена дела фирмы возглавил его сын Поль-Давид. В 1970-е годы компания, как и другие швейцарские производители, столкнулась с серьёзными проблемами, вызванными нашествием дешёвых кварцевых механизмов. Механические морские хронометры не могли конкурировать со своими более точными и дешёвыми кварцевыми собратьями. В 1980-е годы марка Ulysse Nardin оказалась на грани исчезновения.

## Новая история марки
В 1983 году компанию приобрёл бизнесмен Рольф Шнайдер. Совместно с часовщиком Людвигом Окслином (Ludwig Oechslin) и другими инвесторами, они вернули марке былую славу. Сейчас у фирмы есть заводы в Швейцарии и Гонконге. Под руководством Шнайдера и Окслина персоналом компании были разработаны и выпущены сложные часы с использованием новых технологий сборки и материалов. Во всех моделях сложных часов использовались механизмы производства компании ETA.
Первым экземпляром обновлённой марки Ulysse Nardin стала модель Astrolabium Galileo Galilei (1985 год, название дано в честь прибора астролябия и астронома Галилео Галилея), которая показывает местное и солнечное время орбит звёзд, солнечных и лунных затмений, а также положение нескольких основных звёзд. Эти часы вошли в Книгу рекордов Гиннесса 1989 года как самые сложные наручные часы в мире. После Астролябии Охслин выпустил ещё две модели астрономических часов — Planetarium Copernicus (1988 год, по названию прибора планетария и астронома Коперника) и Tellurium Johannes Kepler (1992 год, по названию прибора теллурия и астронома Иоганна Кеплера). Эти три хронографа составляют коллекцию Trilogy of Time (Трилогия времени). Все 3 модели часов построены на базе калибров ETA.
В 1999 году была выпущена модель «GMT± Perpetual», в которых есть вечный календарь и опция отображения времени по Гринвичу — GMT± (клавиша, которая переводит указатель часа во втором часовом поясе, что удобно для путешественников), а в 2001 году — «Freak», часы-турбийон без заводной головки.
С 2014 года фирма принадлежит французской группе Керинг (Kering).

## Галерея
- Модель Planetarium Copernicus
- Модель Astrolabium Galileo Galilei
- Модель Tellurium Johannes Kepler